# Fairview Shores
Fairview Shores är en ort (CDP) i Orange County, i delstaten Florida, USA. Enligt United States Census Bureau har orten en folkmängd på 10 239 invånare (2010) och en landarea på 7,9 km².